# Messerschmitt Me 329

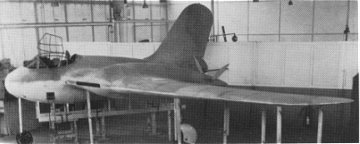
Messerschmitt Me 329. Макет

Messerschmitt Me 329 німецький поршневий багатоцільовий літак (винищувач, штурмовик, бомбардувальник, розвідувальний літак) періоду Другої світової війни. Був збудований повномасштабний макет літака.

## Історія
Авіаконструктор Александр Ліппіш на 1941 розробив проєкти безхвостих літаків проєкту Lippisch P.010 з розмахом крил 13,5 - 16 м, довжиною 8,15 - 9,85 м. на їхній основі на заміну Messerschmitt Me 210 почалась розробка бомбардувальника Me 265. Його планували озброїти 2×20-мм кулеметами MG 151/20, 2×7,92-мм MG 17 у кормі і у рухомій гондолі 2×13-мм MG 131. Згодом планували встановити у носі корпусу 4×MG 151/20 і один у хвості, що дистанційно управлялись.
У 1944 було затверджено позначення Me 329 для нового літака, якого планували використати для супроводження бомбардувальників Amerikabomber для перельоту через Атлантику. Було дещо змінено центральну частину крила, решта частин якого походила з Me 265. На початку 1945 було виготовлено повномасштабний макет літака, що потрапив у руки американців.

## Технічні параметри Messerschmitt Me 329
| Параметр              | Значення                    |
| --------------------- | --------------------------- |
| Екіпаж                | 2                           |
| Довжина               | 7,72 м                      |
| Висота                | 4,74 м                      |
| Розмах крил           | 17,5 м                      |
| Площа крил            | 55 м²                       |
| Маса порожнього       | 6.950 кг                    |
| Стартова вага         | 12.150 кг                   |
| Максимальна швидкість | 792 км/год                  |
| Мотор                 | 2×V12 Daimler-Benz DB 603   |
| Потужність            | 1.745 к.с. (1287 кВт)       |
| Озброєння             | 5× MG 151/20, бомби 1000 кг |